# Отто Тіманн
Отто Тіманн (нім. Otto Tiemann; 12 лютого 1890, Брухгаузен-Фільзен — 20 квітня 1952, Брухгаузен-Фільзен) — німецький воєначальник, генерал інженерних військ вермахту. Кавалер Лицарського хреста Залізного хреста.

## Біографія
Син пастора Геога Тіманна і його дружини Марії, уродженої Роттермунд. В 1908 році поступив на службу в Імперську армію. Учасник Першої світової війни, після завершення якої продовжив службу в рейхсвері.
З 17 вересня 1939 по 1 травня 1943 і з 31 травня по вересень 1943 року — командир 93-ї піхотної дивізії. З 2 лютого по 12 жовтня 1944 року — командувач 23-м армійським корпусом. З 28 грудня по 8 травня 1945 року — командувач 17-м армійським корпусом.

## Сім'я
8 липня 1929 року одружився з Крістою Шарлоттою Штеффен. В шлюбі народились 2 синів і дочка.

## Звання
- Фанен-юнкер (3 березня 1908)
- Лейтенант (17 серпня 1909)
- Обер-лейтенант (27 січня 1915)
- Гауптман (28 грудня 1916)
- Майор (1 лютого 1930)
- Оберст-лейтенант (1 квітня 1932)
- Оберст (1 червня 1934)
- Генерал-майор (1 жовтня 1937)
- Генерал-лейтенант (1 жовтня 1939)
- Генерал інженерних військ (1 травня 1944)

## Нагороди
- Залізний хрест
  - 2-го класу (5 жовтня 1914)
  - 1-го класу (30 жовтня 1915)
- Орден «За військові заслуги» (Баварія) 4-го класу з мечами (7 липня 1917)
- Нагрудний знак «За поранення» в чорному (11 липня 1918)
- Почесний хрест ветерана війни з мечами (8 січня 1935)
- Медаль «За вислугу років у Вермахті» 4-го, 3-го, 2-го і 1-го класу (25 років)
- Застібка до Залізного хреста
  - 2-го класу (5 жовтня 1914)
  - 1-го класу (30 жовтня 1915)
- Німецький хрест в золоті (19 грудня 1941)
- Медаль «За зимову кампанію на Сході 1941/42» (26 липня 1942)
- Лицарський хрест Залізного хреста (28 квітня 1943)
- Відзначений у Вермахтберіхт (4 серпня 1944)